# Luisa Pérez de Zambrana
Luisa Pérez de Zambrana, née Luisa Pérez y Montes de Oca, née le 25 août 1837 à El Cobre,  morte le 25 mars 1922 à La Havane, est une poétesse  cubaine. Elle incarne une deuxième génération, dans le mouvement romantique cubain au XIXe siècle, moins excessive et plus intime.

## Biographie et œuvre
Luisa Pérez  y Montes de Oca est née en 1837 dans une propriété, Le Melgarejo, à proximité de El Cobre, dans la province de Santiago de Cuba. Son père était originaire des Îles Canaries. Devenue orpheline de celui-ci vers 1852, elle suit sa famille qui s'établit à Santiago de Cuba. Adolescente, elle produit ses premiers travaux littéraires, qui font le tour de l'île, et  se fait connaître comme poétesse. Sa première publication est de 1856. Elle se marie en 1858 avec un intellectuel, médecin mais aussi homme de lettres, journaliste, critique littéraire (collaborateur de nombreuses revues :  Flores del Siglo, El Artista, El Almendares, Aguinaldo Habanero, Revista de La Habana, Guirnalda Cubana, La Floresta Cubana, El Cesto de Flores, La Piragua, Cuba Literaria y La Idea, etc.), Ramón de Zambrana, avec qui elle avait établi une correspondance épistolaire. Elle le rejoint à La Havane où ils s'établissent,. Comme son époux, elle initie une collaboration avec de nombreuses revues : Cuba Poética, El Siglo, El Mercurio, Diario de la Marina, Revista del Pueblo, La Reforma, La Verdad Católica, etc.. En 1860, Luisa est choisie pour rendre hommage à  Gertrudis Gómez de Avellaneda, grande figure littéraire du romantisme cubain, de retour à Cuba après un long séjour en Espagne.
Luisa Perez de Zambrana donne naissance à cinq fils. Mais au bout de huit ans de mariage, elle devient veuve. Entre 1864 et 1898, sa vie est marquée par une successions de décès, de son mari, de sa sœur, puis de ses cinq fils.  Ceci se retrouve dans son œuvre, qui a en partie une composante autobiographique. Cette œuvre est pleine de sensibilité, de mélancolie, de passion et de tendresse, avec des réflexions religieuses et  philosophiques sur la mort. Ses écrits intègrent également des préoccupations sociales. Elle se montre intéressée par les combats du jeune José Martí, favorable à l'indépendance de l'île et s'interroge sur des sujets tels que la peine de mort,.
Elle demeure dans les dernières années de sa vie à Regla, où elle meurt le 25 mai 1922.